# Liolaemus bitaeniatus
Liolaemus bitaeniatus är en ödleart som beskrevs av  Laurent 1984. Liolaemus bitaeniatus ingår i släktet Liolaemus och familjen Tropiduridae. Inga underarter finns listade i Catalogue of Life.